# Темпл (Оклахома)
Темпл (енгл. Temple) град је у америчкој савезној држави Оклахома.

## Демографија
По попису из 2010. године број становника је 1.002, што је 144 (-12,6%) становника мање него 2000. године.
| Група             | 2000.       | 2010.       |
| Белци             | 847 (73,9%) | 738 (73,7%) |
| Афроамериканци    | 130 (11,3%) | 77 (7,7%)   |
| Азијати           | 2 (0,2%)    | 0 (0,0%)    |
| Хиспаноамериканци | 83 (7,2%)   | 75 (7,5%)   |
| Укупно            | 1.146       | 1.002       |